# Леонела Айові
Леонела Алейда Айові Паррага (ісп. Leonela Aleyda Ayoví Parraga; нар. 7 березня 1997) — еквадорська борчиня вільного стилю, дворазова бронзова призерка Панамериканських чемпіонатів, бронзова призерка чемпіонату Південної Америки, срібна призерка Південноамериканських пляжних ігор, срібна та бронзова призерка Боліваріанських ігор.

## Життєпис
Боротьбою почала займатися з 2004 року. Була чемпіонкою Панамериканських чемпіонатів серед кадетів та юніорів.
Тренер — Хорхе Гонсалес Акоста (з 2017).

## Спортивні результати на міжнародних змаганнях

### Виступи на Чемпіонатах світу
| Змагання                        | Збірна  | Вагова категорія          | Місце |
| ------------------------------- | ------- | ------------------------- | ----- |
| Чемпіонат світу з боротьби 2023 | Еквадор | жіноча боротьба, до 62 кг | 32    |

### Виступи на Панамериканських чемпіонатах
| Змагання                                   | Збірна  | Вагова категорія          | Місце  |
| ------------------------------------------ | ------- | ------------------------- | ------ |
| Панамериканський чемпіонат з боротьби 2018 | Еквадор | жіноча боротьба, до 68 кг | Бронза |
| Панамериканський чемпіонат з боротьби 2019 | Еквадор | жіноча боротьба, до 68 кг | 9      |
| Панамериканський чемпіонат з боротьби 2020 | Еквадор | жіноча боротьба, до 68 кг | 8      |
| Панамериканський чемпіонат з боротьби 2021 | Еквадор | жіноча боротьба, до 62 кг | 4      |
| Панамериканський чемпіонат з боротьби 2022 | Еквадор | жіноча боротьба, до 62 кг | 7      |
| Панамериканський чемпіонат з боротьби 2023 | Еквадор | жіноча боротьба, до 62 кг | 7      |
| Панамериканський чемпіонат з боротьби 2024 | Еквадор | жіноча боротьба, до 68 кг | Бронза |

### Виступи на Панамериканських іграх
| Змагання                  | Збірна  | Вагова категорія          | Місце |
| ------------------------- | ------- | ------------------------- | ----- |
| Панамериканські ігри 2019 | Еквадор | жіноча боротьба, до 68 кг | 8     |
| Панамериканські ігри 2023 | Еквадор | жіноча боротьба, до 62 кг | 8     |

### Виступи на Чемпіонатах Південної Америки
| Змагання                                    | Збірна  | Вагова категорія          | Місце  |
| ------------------------------------------- | ------- | ------------------------- | ------ |
| Чемпіонат Південної Америки з боротьби 2015 | Еквадор | жіноча боротьба, до 69 кг | Бронза |

### Виступи на Південноамериканських іграх
| Змагання                       | Збірна  | Вагова категорія          | Місце |
| ------------------------------ | ------- | ------------------------- | ----- |
| Південноамериканські ігри 2018 | Еквадор | жіноча боротьба, до 68 кг | 5     |

### Виступи на Боліваріанських іграх
| Змагання                 | Збірна  | Вагова категорія          | Місце  |
| ------------------------ | ------- | ------------------------- | ------ |
| Боліваріанські ігри 2017 | Еквадор | жіноча боротьба, до 58 кг | Бронза |
| Боліваріанські ігри 2022 | Еквадор | жіноча боротьба, до 62 кг | Срібло |

### Виступи на інших змаганнях
| Змагання                                                        | Збірна  | Вагова категорія                 | Місце  |
| --------------------------------------------------------------- | ------- | -------------------------------- | ------ |
| Олімпійський кваліфікаційний турнір з боротьби 2020 (Оттава)    | Еквадор | жіноча боротьба, до 68 кг        | 5      |
| Гран-прі Іспанії з боротьби 2023                                | Еквадор | жіноча боротьба, до 62 кг        | 5      |
| Південноамериканські пляжні ігри 2023                           | Еквадор | пляжна боротьба, жінки, до 70 кг | Срібло |
| Олімпійський кваліфікаційний турнір з боротьби 2024 (Акапулько) | Еквадор | жіноча боротьба, до 68 кг        | 5      |

### Виступи на змаганнях молодших вікових груп
| Змагання                                                 | Збірна  | Вагова категорія          | Місце  |
| -------------------------------------------------------- | ------- | ------------------------- | ------ |
| Панамериканський чемпіонат з боротьби серед юніорів 2014 | Еквадор | жіноча боротьба, до 67 кг | Бронза |
| Панамериканський чемпіонат з боротьби серед юніорів 2016 | Еквадор | жіноча боротьба, до 63 кг | Золото |
| Панамериканський чемпіонат з боротьби серед юніорів 2017 | Еквадор | жіноча боротьба, до 63 кг | Срібло |
| Чемпіонат світу з боротьби серед юніорів 2017            | Еквадор | жіноча боротьба, до 63 кг | 17     |
| Панамериканський чемпіонат з боротьби серед кадетів 2014 | Еквадор | жіноча боротьба, до 70 кг | Золото |
| Літні юнацькі Олімпійські ігри 2014                      | Еквадор | жіноча боротьба, до 70 кг | 5      |